# 上村彩子 (声優)
上村 彩子（うえむら あやこ、1986年〈昭和61年〉2月7日 - ）は、日本の女性声優・タレント・歌手。女性アイドルグループ・AKB48の元メンバー。埼玉県出身。キャトルステラ所属。

## 略歴
2006年2月26日にAKB48の第2期生オーディションに合格（同期メンバーには大島優子、梅田彩佳、秋元才加らがいる）、同年4月1日にチームKのメンバーとして劇場デビューしたが、同年6月17日に体調不良を理由に脱退。
その後元氣プロジェクトの養成所「元氣塾」の塾生となり、同社から声優として再デビュー。2009年9月に同社の体制変更に伴いオフィス ワタナベへ移籍し、2013年8月に退所。その後はフリー期間を経て、2014年-2017年3月までコペルと業務提携し、2017年4月より声優事務所キャトルステラの所属となっている。
2023年6月に結婚を報告。

## 人物
特技はチョコレートエキスパート。趣味はアロマテラピー、アナログゲーム、 野球観戦。

## 出演
太字はメインキャラクター。

### テレビアニメ
2010年
- 会長はメイド様!（女子C）
- バクマン。（生徒）

2012年
- アマガミSS+ plus（水泳部員）
- ファイ・ブレイン 神のパズル

2013年
- 惡の華（木下亜衣）

2016年
- とんかつDJアゲ太郎（女2、揚太郎の妄想、クラブの女性客）

2017年
- エルドライブ【ēlDLIVE】（マーリー、シズちゃん、デミル艦クルー、システム音声、女刑事）
- THE REFLECTION（エマ、女性セレブ、アリー・ホーン、客室乗務員）

2018年
- 奴隷区 The Animation（北ミナミ）

2019年
- 臨死!!江古田ちゃん（ギャルB）

2021年
- スーパーカブ（生徒）
- 女神寮の寮母くん。（通行人、保育士、女子大生、あてなの同級生、きりやの弟）

### 劇場アニメ
- ワイルド・バードシンフォニー第1番 「白いファンタジア」（2007年、寺西里香）

### OVA
- 名前...それは、燃えるいのち（2006年、生徒）

### ゲーム
2010年
- 絶対ヒーロー改造計画（ドナリー）

2012年
- アリアンロッド2E・リプレイ・ヴァイス（プリミラ）
- 乙女ぶれいく!（早乙女乙芽）

2013年
- アイコレ〜with you〜（明星いゔ）
- セガNET麻雀 MJ

2016年
- 将棋RPG つめつめロード（カナメ）
- バトって!オトギ戦（グレーテル、スキュラ）
- 予言者育成学園Fourtune Tellers Academy（予言テスト）

2017年
- トリックスター〜召喚士になりたい〜（ジュン 、ティーナ、小悪魔フリークス）
- オトギ戦争（いばら姫 、スキュラ、グレーテル）

2022年
- ライブアライブ（リン、ワット、ワタナベ）

### ドラマCD
- 惡の華ドラマCD 惡の蕾（木下亜衣）
- アリアンロッド ファンブック5（プリシラ）
- いつか天魔の黒ウサギ2《月》が昇る昼休み（酒井さとみ）

### ラジオ番組
- 上村彩子の超ラジ!Rookie（2007年10月4日 - 2008年4月3日、超!A&G+）
- おまかせ探偵☆のとまみこ（2007年10月6日 - 2008年6月28日、文化放送）

### デジタルコミック
- めだかボックス（VOMIC）

### テレビ番組
- 機動戦士ガンダム 第07板倉小隊（第1期 - 2期）（2011年10月4日 - 2012年6月26日、テレビ東京）ウエムラ大佐
- 灼熱野球バラエティ『野球がぁる』（2014年12月24日 - 2015年3月28日[20]）
- MTB81（2015年、MTB[21]）#49 #50リポーター

### 舞台
- pika☆kika×人狼｢Trust!?｣ Vol.2公演（2015年3月14日 - 3月16日、JOY JOY STATION[22]）

### 音楽CD
| 発売日  | タイトル                | 名義                                                                                    | 楽曲                                           | タイアップ                    |
| 2012年  | 2012年                  | 2012年                                                                                  | 2012年                                         | 2012年                        |
| ------- | ----------------------- | --------------------------------------------------------------------------------------- | ---------------------------------------------- | ----------------------------- |
| 8月22日 | 見つけなくちゃ!乙女心!! | 早乙女乙芽（上村彩子）、早乙女すぴか（堀江由衣）、ヴァージニア・S・サオトメ（荒川美穂） | 「見つけなくちゃ!乙女心!!」                    | ゲーム『乙女ぶれいく!』主題歌 |
| 8月22日 | 見つけなくちゃ!乙女心!! | 早乙女乙芽（上村彩子）                                                                  | 「見つけなくちゃ!乙女心!! -乙芽RE:MIX VER.- 」 | ゲーム『乙女ぶれいく!』       |

### 書籍
- ドラゴンアームズ改 バハムートライジング リプレイ 戦火に舞う歌姫（ロザリア・ユリサーナのPC[24]）

### 連載
- コラム連載「ヲタカル」（サンスポ.コム、2016年4月6日 - ）